# Холодное сердце (саундтрек)
| Оценки критиков | Оценки критиков |
| Источник        | Оценка          |
| --------------- | --------------- |
| Sputnikmusic    | 2.1/5           |
| Filmtracks      | [ 5 ]           |

 «Холодное сердце: Оригинальный саундтрек» (англ. Frozen: Original Motion Picture Soundtrack) — официальный саундтрек к анимационному фильму студии Disney «Холодное сердце». Он включает 10 оригинальных песен, написанных Робертом Лопесом и Кристен Андерсон-Лопес, и 22 композиции, созданные Кристофом Беком. Саундтрек также включает признанную критиками композицию «Let It Go» (киноверсия исполнена Идиной Мензел; сингл-версия Деми Ловато), которая получила премию «Оскар» за лучшую песню к фильму, премию «Грэмми», кинопремию «Выбор критиков» за лучшую песню, и была номинирована на «Золотой глобус» за лучшую оригинальную песню.
25 ноября 2013 года Walt Disney Records было выпущено два издания саундтрека: стандартное однодисковое и подарочное двухдисковое, содержащее неиспользованные в фильме треки, оригинальные демозаписи песен и score-композиций, и инструментальные версии основных песен фильма. 21 октября 2013 года был выпущен главный сингл альбома — кавер-версия Деми Ловато на песню «Let It Go». Поздние релизы сопровождались переведёнными на иностранные языки версиями «Let It Go».
Альбом дебютировал на 18-м месте в чарте Billboard 200. Саундтрек возглавлял список альбомов Billboard в течение тринадцати непоследовательных недель и к апрелю 2015 года был распродан 4-миллионным тиражом в США. Альбом был сертифицирован Американской ассоциацией звукозаписывающих компаний как трижды платиновый и достиг первого места в вышеупомянутом чарте, став четвёртым саундтрек-альбомом анимационного фильма, который добился подобного результата.

## Коммерческий успех
К 11 декабря 2014 года, саундтрек «Холодного сердца» имел 43 непоследовательные недели в топе саундтреков издания Billboard. В Американском чарте Billboard 200 альбом дебютировал на 18 месте — наивысшая позиция для саундтрека к анимационному фильму после мультфильма «Тачки» 2006 года. Позже, альбом стал десятым саундтреком к анимационному фильму, который достиг первой десятки чарта. Впоследствии он достиг и 4-го места — наивысшей позиции для анимационного фильма после мультфильма «Покахонтас» в 1995 году. Он также стал тринадцатым альбомом по числу непоследовательных недель на первой строчке чарта после альбома певицы Адель, «21» (24 недели).
Холодное сердце был 5-м самым продаваемым саундтрек-альбомом в США в 2013 году с 338 тысячами проданных копий. Он продолжил быть самым продаваемым альбомом в США и единственным, который продался более чем миллионом единиц за первую половину 2014 года с почти 2.7 миллионами копий. Исполненная Идиной Мензел, песня «Let It Go» также финишировала на 5 месте в цифровом чарте с 2.8 миллионами копий, проданными за первые шесть месяцев 2014 года. Саундтрек достиг 3 миллионов продаж в США в июле 2014 года — почти половина из них пришлась на цифровые копии, делая альбом самым продаваемым саундтреком за всю историю цифровых продаж. На конец года, Холодное сердце был альбомом номер один по версии чарта Billboard в 2014 году, став шестым в истории саундтреком после «Титаника», который достиг этой позиции, также как и вторым альбомом Disney (первым был саундтрек к «Мери Поппинс»). Он стал вторым самым продаваемым музыкальным альбомом в 2014 году с 3,527,000 копий. К апрелю 2015 года продажи достигли 4 миллионов копий в США. В Канаде, альбом продался 226 тысячами копий в 2014 году.
По всему миру, Холодное сердце продался более чем 10 миллионами копий в 2014 году. Он стал самым продаваемым альбомом 2014 года во всём мире.
Эксклюзивная виниловая LP-версия саундтрека была выпущена в марте 2014 года.
Версия саундтрека, включающая только первые десять композиций была выпущена под названием «Frozen: The Songs».

## Награды и признание
На 57-й церемонии «Грэмми», саундтрек «Холодного сердца» был номинирован в двух категориях — за лучший альбом, являющийся саундтреком к фильму, телевидению или другому визуальному медиа, и за лучший саундтрек для визуальных медиа, и победил в первой. Песня «Let It Go» выиграла награду за лучшую песню, написанную для визуального представления.

## Список композиций
Вся музыка была написана Кристен Андерсон-Лопес и Робертом Лопесом (композиции 1-10), Кристофом Беком (11-32) и Фроудом Фьелхаймом (11, 31).
Композиторы «Холодного сердца»:
| №                   | Название                                  | Исполнитель                               | Длительность |
| ------------------- | ----------------------------------------- | ----------------------------------------- | ------------ |
| 1.                  | «Frozen Heart»                            | Каст Холодного сердца                     | 1:45         |
| 2.                  | «Do You Want to Build a Snowman?»         | Кристен Белл, Агата Ли Мон, и Кейти Лопез | 3:27         |
| 3.                  | «For the First Time in Forever»           | Кристен Белл и Идина Мензел               | 3:45         |
| 4.                  | «Love Is an Open Door»                    | Кристен Белл и Сантино Фонтана            | 2:07         |
| 5.                  | «Let It Go»                               | Идина Мензел                              | 3:44         |
| 6.                  | «Reindeer(s) Are Better Than People»      | Джонатан Грофф                            | 0:50         |
| 7.                  | «In Summer»                               | Джош Гэд                                  | 1:54         |
| 8.                  | «For the First Time in Forever (Reprise)» | Кристен Белл и Идина Мензел               | 2:30         |
| 9.                  | «Fixer Upper»                             | Майя Уилсон и каст Холодного сердца       | 3:02         |
| 10.                 | «Let It Go» (сингл-версия)                | Деми Ловато                               | 3:47         |
| 11.                 | «Vuelie» (при участии хора Cantus)        | Кристоф Бек и Фроуд Фьелхайм              | 1:36         |
| 12.                 | «Elsa and Anna»                           | Кристоф Бек                               | 2:43         |
| 13.                 | «The Trolls»                              | Кристоф Бек                               | 1:48         |
| 14.                 | «Coronation Day»                          | Кристоф Бек                               | 1:14         |
| 15.                 | «Heimr Àrnadalr»                          | Кристоф Бек                               | 1:25         |
| 16.                 | «Winter's Waltz»                          | Кристоф Бек                               | 1:00         |
| 17.                 | «Sorcery»                                 | Кристоф Бек                               | 3:17         |
| 18.                 | «Royal Pursuit»                           | Кристоф Бек                               | 1:02         |
| 19.                 | «Onward and Upward»                       | Кристоф Бек                               | 1:54         |
| 20.                 | «Wolves»                                  | Кристоф Бек                               | 1:44         |
| 21.                 | «The North Mountain»                      | Кристоф Бек                               | 1:34         |
| 22.                 | «We Were So Close»                        | Кристоф Бек                               | 1:53         |
| 23.                 | «Marshmallow Attack!»                     | Кристоф Бек                               | 1:43         |
| 24.                 | «Conceal, Don't Feel»                     | Кристоф Бек                               | 1:07         |
| 25.                 | «Only an Act of True Love»                | Кристоф Бек                               | 1:07         |
| 26.                 | «Summit Siege»                            | Кристоф Бек                               | 2:32         |
| 27.                 | «Return to Arendelle»                     | Кристоф Бек                               | 1:38         |
| 28.                 | «Treason»                                 | Кристоф Бек                               | 1:36         |
| 29.                 | «Some People Are Worth Melting For»       | Кристоф Бек                               | 2:06         |
| 30.                 | «Whiteout»                                | Кристоф Бек                               | 4:17         |
| 31.                 | «The Great Thaw (Vuelie Reprise)»         | Кристоф Бек и Фроуд Фьелхайм              | 2:29         |
| 32.                 | «Epilogue»                                | Кристоф Бек                               | 3:04         |
| Общая длительность: | Общая длительность:                       | Общая длительность:                       | 1:09:40      |

| №                   | Название                               | Исполнитель                                                    | Длительность |
| ------------------- | -------------------------------------- | -------------------------------------------------------------- | ------------ |
| 1.                  | «For the First Time in Forever» (Демо) | Кристен Андерсон-Лопез                                         | 3:33         |
| 2.                  | «Love Is an Open Door» (Демо)          | Роберт Лопез и Кристен Андерсон-Лопез                          | 2:02         |
| 3.                  | «We Know Better» (Outtake)             | Кристен Андерсон-Лопез                                         | 4:04         |
| 4.                  | «Spring Pageant» (Outtake)             | Роберт Лопез, Кристен Андерсон-Лопез, Кейти Лопез и Энни Лопез | 3:09         |
| 5.                  | «More Than Just the Spare» (Outtake)   | Кристен Андерсон-Лопез                                         | 3:25         |
| 6.                  | «You’re You» (Outtake)                 | Роберт Лопез и Кристен Андерсон-Лопез                          | 1:48         |
| 7.                  | «Life’s Too Short» (Outtake)           | Кристен Андерсон-Лопез                                         | 3:52         |
| 8.                  | «Life’s Too Short (Reprise)» (Outtake) | Кристен Андерсон-Лопез                                         | 1:42         |
| 9.                  | «Reindeer(s) Remix» (Outtake)          | Роберт Лопез                                                   | 2:26         |
| 10.                 | «The Ballad of Olaf & Sven» (Демо)     | Кристоф Бек                                                    | 1:35         |
| 11.                 | «Queen Elsa of Arendelle» (Демо)       | Кристоф Бек                                                    | 0:42         |
| 12.                 | «Hans» (Демо)                          | Кристоф Бек                                                    | 1:20         |
| 13.                 | «It Had to Be Snow» (Демо)             | Кристоф Бек                                                    | 1:17         |
| 14.                 | «Meet Olaf» (Демо)                     | Кристоф Бек                                                    | 2:01         |
| 15.                 | «Hands for Hans» (Демо)                | Кристоф Бек                                                    | 0:48         |
| 16.                 | «Oaken’s Sauna» (Демо)                 | Кристоф Бек                                                    | 1:25         |
| 17.                 | «Thin Air» (Демо)                      | Кристоф Бек                                                    | 2:19         |
| 18.                 | «Cliff Diving» (Демо)                  | Кристоф Бек                                                    | 0:50         |
| 19.                 | «The Love Experts» (Демо)              | Кристоф Бек                                                    | 1:02         |
| 20.                 | «Elsa Imprisoned» (Демо)               | Кристоф Бек                                                    | 1:04         |
| 21.                 | «Hans’ Kiss» (Демо)                    | Кристоф Бек                                                    | 2:11         |
| 22.                 | «Coronation Band Suite» (Демо)         | Кристоф Бек                                                    | 1:32         |
| 23.                 | «Let It Go» (инструментал)             | Роберт Лопез и Кристен Андерсон-Лопез                          | 3:46         |
| Общая длительность: | Общая длительность:                    | Общая длительность:                                            | 47:53        |

| №                   | Название                                        | Исполнитель                                                     | Длительность |
| ------------------- | ----------------------------------------------- | --------------------------------------------------------------- | ------------ |
| 24.                 | «For the First Time in Forever» (инструментал)  | Роберт Лопез и Кристен Андерсон-Лопез                           | 3:46         |
| 25.                 | «Love Is an Open Door» (инструментал)           | Роберт Лопез и Кристен Андерсон-Лопез                           | 2:07         |
| 26.                 | «In Summer» (инструментал)                      | Роберт Лопез и Кристен Андерсон-Лопез                           | 1:47         |
| 27.                 | «Let It Go» (инструментал — версия Деми Ловато) | Роберт Лопез, Кристен Андерсон-Лопез и Эмануэль «Эман» Кириакоу | 3:45         |
| Общая длительность: | Общая длительность:                             | Общая длительность:                                             | 59:18        |

## Чарты

### Еженедельные чарты
| Чарт (2013—2015)                                                               | Высшая позиция |
| ------------------------------------------------------------------------------ | -------------- |
| Австралия (ARIA)                                                               | 1              |
| Австрия (Ö3 Austria)                                                           | 9              |
| Бельгия/Фландрия (Ultratop)                                                    | 22             |
| Бельгия/Валлония (Ultratop)                                                    | 18             |
| Канада (Canadian Albums Chart)                                                 | 1              |
| Chinese Albums (Sino Chart)                                                    | 1              |
| Дания (Hitlisten)                                                              | 12             |
| Нидерланды (Album Top 100)                                                     | 2              |
| Франция (SNEP)                                                                 | 5              |
| Германия (Offizielle Top 100)                                                  | 18             |
| Irish Compilation Albums (IRMA)                                                | 1              |
| Italian Compilation Albums (FIMI)                                              | 2              |
| Japanese Albums (Oricon)                                                       | 1              |
| Mexican Albums (Top 100 Mexico)                                                | 3              |
| Новая Зеландия (RMNZ)                                                          | 1              |
| Норвегия (VG-lista)                                                            | 3              |
| Польша (ZPAV)                                                                  | 7              |
| Португалия (AFP)                                                               | 13             |
| South Korean Albums (Gaon)                                                     | 2              |
| Испания (PROMUSICAE)                                                           | 11             |
| Швейцария (Schweizer Hitparade)                                                | 30             |
| Великобритания (UK Compilation Albums)                                         | 1              |
| 1                                                                              |                |
| США (Billboard 200)                                                            | 1              |
| US Kid Albums (Billboard)                                                      | 2              |
| США (Billboard Soundtrack Albums)                                              | 1              |
| США (Billboard Top Latin Albums) · Frozen: Canciones de una aventura congelada | 17             |

|

### Годовые чарты
| Чарт (2014)                        | Позиция |
| ---------------------------------- | ------- |
| Australian Albums (ARIA)           | 3       |
| Austrian Albums (Ö3 Austria)       | 24      |
| Canadian Albums (Billboard)        | 1       |
| Dutch Albums (MegaCharts)          | 17      |
| French Albums (SNEP)               | 18      |
| German Albums (Offizielle Top 100) | 32      |
| Italian Compilation Albums (FIMI)  | 3       |
| Japanese Albums (Oricon)           | 2       |
| Mexican Albums (AMPROFON)          | 16      |
| New Zealand Albums (RMNZ)          | 5       |
| Polish Albums (ZPAV)               | 31      |
| US Billboard 200                   | 1       |
| US Soundtrack Albums (Billboard)   | 1       |
| Worldwide Albums (IFPI)            | 1       |

| Чарт (2015)                        | Позиция |
| ---------------------------------- | ------- |
| Australian Albums (ARIA)           | 19      |
| Austrian Albums (Ö3 Austria)       | 13      |
| Canadian Albums (Billboard)        | 47      |
| Dutch Albums (MegaCharts)          | 6       |
| German Albums (Offizielle Top 100) | 29      |
| Italian Compilation Albums (FIMI)  | 14      |
| New Zealand Albums (RMNZ)          | 33      |
| US Billboard 200                   | 30      |
| US Kids Albums (Billboard)         | 4       |
| US Soundtrack Albums (Billboard)   | 3       |

| Чарт (2016)                        | Позиция |
| ---------------------------------- | ------- |
| Australian Albums (ARIA)           | 80      |
| Austrian Albums (Ö3 Austria)       | 23      |
| Dutch Albums (MegaCharts)          | 55      |
| German Albums (Offizielle Top 100) | 50      |
| Italian Compilation Albums (FIMI)  | 27      |
| US Kids Albums (Billboard)         | 5       |
| US Soundtrack Albums (Billboard)   | 7       |

| Чарт (2017)                      | Позиция |
| -------------------------------- | ------- |
| Australian Albums (ARIA)         | 95      |
| Austrian Albums (Ö3 Austria)     | 46      |
| Dutch Albums (MegaCharts)        | 92      |
| US Kids Albums (Billboard)       | 11      |
| US Soundtrack Albums (Billboard) | 13      |

| Чарт (2018)                      | Позиция |
| -------------------------------- | ------- |
| US Kids Albums (Billboard)       | 16      |
| US Soundtrack Albums (Billboard) | 18      |

| Чарт (2019)                      | Позиция |
| -------------------------------- | ------- |
| Australian Albums (ARIA)         | 92      |
| US Kids Albums (Billboard)       | 15      |
| US Soundtrack Albums (Billboard) | 20      |

| Чарт (2020)                        | Позиция |
| ---------------------------------- | ------- |
| Australian Albums (ARIA)           | 94      |
| Belgian Albums (Ultratop Flanders) | 183     |
| US Billboard 200                   | 169     |
| US Soundtrack Albums (Billboard)   | 6       |

### Десятилетние чарты
| Чарт (2010—2019)         | Позиция |
| ------------------------ | ------- |
| Australian Albums (ARIA) | 16      |
| US Billboard 200         | 4       |